# Rheocricotopus bicoloratus
Rheocricotopus bicoloratus är en tvåvingeart som beskrevs av Caspers och Reiss 1989. Rheocricotopus bicoloratus ingår i släktet Rheocricotopus och familjen fjädermyggor.
Artens utbredningsområde är Turkiet. Inga underarter finns listade i Catalogue of Life.